# تسوختا
تسوختا (به لاتین: Tsukhta) یک منطقهٔ مسکونی در روسیه است که در شهرستان لواشینسکی واقع شده‌است.